# Volucella isabellina
Volucella isabellina is een vliegensoort uit de familie van de zweefvliegen (Syrphidae). De wetenschappelijke naam van de soort is voor het eerst geldig gepubliceerd in 1887 door Samuel Wendell Williston.
Deze soort komt voor in Arizona. Timothy G. Myles observeerde in 1985 dat vrouwtjes van Volucella isabellina eitjes legden op rottende delen van de reuzencactus saguaro (Cereus giganteus) in het Santa Catalinagebergte ten noorden van Tucson (Arizona).